# San Quintín (Chiapas)
San Quintín és un poble del municipi d'Ocosingo, a l'Estat de Chiapas, a Mèxic. Està situat dins la Selva Lacandona, a 200 metres per damunt del nivell del mar. La població de San Quintín és de 1233 habitants.